# It's Goin' Down
It's Goin' Down är en singel av turntablisterna The X-Ecutioners som gjordes tillsammans med Mike Shinoda och Joe Hahn från Linkin Park. Den finns på The X-Ecutioners debutalbum Built From Scratch.
The X-Ecutioners har fått mest ära för låten, men det var främst Mike Shinoda och Joe Hahn, från bandet Linkin Park, som skrev och framförde låten. Den producerades även av Shinoda. Låten har delar av Xzibits låt "Year 2000" samt delar av Linkin Parks demolåtar "Step Up" and "Dedicated". Under DJ Scratchingen i låtens refräng, så hör man tydligt meningen; "X-Men 'bout to blast off worldwide". X-Men var det namnet som The X-Ecutioners hade när de grundades, men ändrades senare på grund av brott mot copyright-lagar.
Linkin Park spelade ofta "It's Goin' Down" runt åren 2002 - 2004. De samarbetade även med Snoop Dogg i ett framträdande där han sade några verser från "Gin and Juice."

## Musikvideo
Musikvideon till "It's Going' Down" har Linkin Parks Rob Bourdon på trummor, Dave Farrell på bas och Static-Xs Wayne Static på gitarr framträdande i videon, men ingen av dessa personer medverkade i inspelningen av videon. Linkin Parks gitarrist Brad Delson och sångaren Chester Bennington syns i videon, såväl som flera andra välkända musiker.
"It's Goin' Down" använder sig av flera kameraeffekter. Bland annat är det som när Shinoda, låtens enda sångare, lämnar en sida av skärmen och kommer direkt fram på andra sidan. Han slår också snabbt till kameran, vilket orsakar en lätt vibration på kameran.